# Gioia Barbieri
Gioia Barbieri (nació el 9 de julio de 1991 en Forlimpopoli) es una jugadora de tenis profesional italiana.
Su mejor clasificación en la WTA fue la número 170 del mundo, que llegó el 15 de septiembre de 2014. En dobles alcanzó número 165 del mundo, que llegó el 13 de abril de 2015. Hasta la fecha, ha ganado ocho individuales y catorce títulos de dobles en el ITF tour.

## Títulos WTA (0; 0+0)

### Dobles (0)
| Leyenda                    |
| -------------------------- |
| Grand Slam (0)             |
| Juegos Olímpicos (0)       |
| WTA Tour Championships (0) |
| Premier Mandatory (0)      |
| Premier 5 (0)              |
| Premier (0)                |
| International (0)          |

#### Finalista en dobles (1)
| N.º | Fecha               | Torneo   | Superficie | Pareja      | Oponentes en la final            | Resultado        |
| --- | ------------------- | -------- | ---------- | ----------- | -------------------------------- | ---------------- |
| 1.  | 12 de abril de 2015 | Katowice | Dura (i)   | Karin Knapp | Ysaline Bonaventure Demi Schuurs | 5-7, 6-4, [6-10] |

## ITF

### Individual (9)
| Torneos de $100,000 |
| Torneos de $75,000  |
| Torneos de $50,000  |
| Torneos de $25,000  |
| Torneos de $15,000  |
| Torneos de $10,000  |

| N.º | Fecha                   | Torneo              | Superficie | Oponentes        | Resultado          |
| --- | ----------------------- | ------------------- | ---------- | ---------------- | ------------------ |
| 1.  | 18 de julio de 2010     | Imola, Turquía      | Carpet     | Verdiana Verardi | 6-1, 6-1           |
| 2.  | 14 de febrero de 2011   | Leimen, Alemania    | Dura (i)   | Korina Perkovic  | 6-4, 6-2           |
| 3.  | 23 de julio de 2012     | Viserba, Italia     | Arcilla    | Yuliana Lizarazo | 6-4, 6-4           |
| 4.  | 19 de agosto de 2013    | Pörtschach, Austria | Arcilla    | Nastja Kolar     | 6-2, 6-3           |
| 5.  | 1 de septiembre de 2013 | Bagnatica, Italia   | Arcilla    | Anne Schäfer     | 6-3, 3-6, 6-1      |
| 6.  | 27 de octubre de 2013   | Lagos, Nigeria      | Dura       | Nina Bratchikova | 3–6, 6–3, 3–0 ret. |
| 7.  | 1 de junio de 2014      | Grado, Italia       | Arcilla    | Kateryna Kozlova | 6-4, 4-6, 6-4      |
| 8.  | 29 de marzo de 2015     | Solarino, Italia    | Dura       | Federica Bilardo | 7-6(5) 6-0         |

### Finalista (2)
| N.º | Fecha               | Torneo           | Superficie  | Oponentes      | Resultado     |
| --- | ------------------- | ---------------- | ----------- | -------------- | ------------- |
| 1.  | 23 de julio de 2012 | Antalya, Turquía | Arcilla     | Ana Savić      | 3-6, 4-6      |
| 2.  | 13 de marzo de 2016 | Amiens, Francia  | Arcilla (i) | Laura Schaeder | 6–1, 3–6, 3–6 |